# Eugène Hatin
Pour les articles homonymes, voir Hatin.
Eugène Hatin, né le 5 septembre 1809 à Auxerre et mort le 12 septembre 1893 à Alençon, est un journaliste, bibliographe et historien de la presse français.

## Biographie
Après avoir fait de brillantes études au collège de sa ville natale, Hatin est monté chercher fortune à Paris, ou tout d’abord il n’a rencontré que misères et déceptions, obligé, pour subvenir aux besoins de sa famille, de s’employer comme correcteur dans une imprimerie. Pris, comme d’autres, de la tentation d’écrire en corrigeant les autres, il employait ses veillées à divers travaux anonymes de librairie. Le succès relatif des premiers ouvrages sortis de sa plume n’aurait pas suffi à mettre son nom en relief, jusqu’aux travaux historiques, qui l’ont fait connaitre, comme Histoire pittoresque des voyages dans les cinq parties du monde (1838, 5 vol.) ; Histoire pittoresque de l’Algérie (1840) ; La Loire et ses bords (1843), etc.
Sa santé ruinée par un labeur incessant l’ayant forcé à abandonner son pénible métier de correcteur et à se consacrer exclusivement à des travaux historiques, il a découvert une mine féconde qu’il a exploré avec sagacité, rendant un demi-siècle. Après avoir découvert Théophraste Renaudot, le fondateur de la Gazette de France, il en est devenu le premier historien, lui vouant un culte qui ne s’est jamais refroidi. D’abord consigné en quelques pages parues, en 1846, sous le titre d’Histoire du journal en France, le résultat de ses recherches, a eu en 1853 une deuxième édition enrichie de nombreuses trouvailles. Ce n’était encore qu’un essai, qui a appris au monde savant le rôle joué par Renaudot dans la fondation de la presse française, a ensuite pris des proportions considérables, pour devenir le monumental ouvrage intitulé Histoire politique et littéraire de la presse en France, paru de 1859-à 1861 en 8 volumes. Ce colossal monument élevé au journalisme français, qui est un chef d’œuvre de critique et d’impartialité unique au monde, a été considéré comme n’ayant guère d’équivalent à l’étrange.
Dans son Histoire de la presse, Hatin avait esquissé la physionomie des journaux importants mais, en dehors de ceux-ci, il restait une multitude de feuilles, qui souvent n’avaient eu qu’une existence éphémère, mais qui néanmoins présentaient à des titres divers, un grand intérêt pour l’étude de ’institution. De là est venu l’ouvrage suivant : Bibliographie historique et critique de la presse périodique française (1866) ; recueil précieux abondant en renseignements curieux, qu’un rapport officiel a qualifié de « monument des plus considérables » et où l’auteur fait défiler tous les écrits périodiques de quelque valeur parus de 1631 à 1865, soit environ 7 000. Au lieu d’une sèche nomenclature, chaque feuille a une histoire appuyée d’extraits choisis avec à propos.
Généralisant ses études, Hatin a ensuite suivi l’histoire du journal à travers le monde entier, pour donner, en 1866, la Presse périodique dans les deux mondes. Deux ans après, a paru le Manuel théorique et pratique de la liberté de la Presse. Tous ces ouvrages s’adressant surtout au public savant, Hatin a résumé ses découvertes dans un ouvrage de vulgarisation simplement nommé le Journal (1881). La première partie traite de l’histoire du journal ; la seconde, de sa fabrication et de sa distribution. Le 30 mai de la même année, il a consacré un supplément entier du Figaro au 250e anniversaire de la Gazette de France.
Entretemps M. Hatin a affectué un voyage en Hollande, d’où il a rapporté une curieuse étude sur la Gazette de Hollande, si souvent mentionnée chez les écrivains des XVIIe et XVIIIe siècles, intitulée les Gazettes de Hollande et la presse clandestine aux XVIIe et XVIIIe siècles (1805). Son histoire de la presse ainsi parachevée, Hatin a consacré ses force restantes à la biographie de Renaudot, qu’il avait déjà esquissée au cours de ses travaux. Après de longues et patientes recherches, trop souvent infructueuses, un élégant volume, orné d’un portrait et d’un autographe, est sorti des presses poitevines : Théophraste Renaudot et ses innocentes inventions (1883), ouvrage couronnant l’œuvre de Hatin qui forme un ensemble, un corps de doctrine.
Depuis lors, Hatin n’est sorti de la retraite où il s’était volontairement retiré, que pour défendre Renaudot ou rectifier certaines assertions erronées, répandues par des biographes fantaisistes : À propos de Théophraste Renaudot, l’Histoire, la Fantaisie et la Fatalité (1884) ; la maison du Grand-Coq et le bureau d’adresse (1885). Cet érudit, qui a laissé une œuvre considérable, a, en outre, collaboré au Dictionnaire des Dates, à l’Histoire des villes de France, au Complément de l’Encyclopédie du XIXe siècle, etc. Il a également été le précurseur de la presse à bon marché : bien avant Polydore Millaud, il a eu l’idée du premier journal politique à cinq centimes, intitulé la Seine, qui n’a eu qu’une existence éphémère. En 1854, il a fondé le périodique l’Union littéraire devenu Bulletin des sociétés savantes.
Hatin est mort obscurément, cru depuis longtemps parti de ce monde, alors qu’il était allé se ressourcer en Normandie, quelques semaines avant l’inauguration, à Loudun, d’une statue de Renaudot, sur le piédestal duquel le comité d’organisation avait fait placer en médaillon le profil d’Eugène Hatin lui-même,. »